# 용접 전원
용접 전원은 용접을 실시하는 전류를 제공하는 장치이다. 용접 전원은 용접 공정을 지원하기 위해 컴퓨터 제어, 자동차 배터리만큼 간단하고 IGBT 기술을 사용하여 고주파 인버터처럼 복잡할 수 있다.

## 분류
용접 기계는 일반적으로 정전류 (CC) 또는 정전압 (CV)으로 분류된다.

## 전원 공급 장치 설계
가장 흔히 볼 수 있는 전원 장치는 다음과 같은 유형 내에서 분류될수 있다.

### 변압기
변압기 유형 용접 전원은 17 - 45 (개방 회로) 볼트 및 55 - 590 암페어 사이의 전형적인 고전류 및 저전압 공급로 유틸리티 전원을 (일반적으로 230 또는 115 VAC)에서 중간 전압 및 중간 전류 전기로 변환한다. 정류기는 더 비싼 기계에서 AC를 DC로 변환한다.

## 참조
- https://web.archive.org/web/20080602065052/http://www.millerwelds.com/education/articles/articles31.html - Miller Electric news release on IGBT technology for welding inverters 2003년 4월 8일